# Родничковское муниципальное образование (Саратовская область)
Родничковское муниципальное образование — муниципальное образование со статусом сельского поселения в составе Балашовского района Саратовской области.
Административный центр — село Родничок.

## Население
| 2010  | 2011  | 2012  | 2013  | 2014  | 2015  | 2016  |
| ----- | ----- | ----- | ----- | ----- | ----- | ----- |
| 2055  | ↘2054 | ↘1974 | ↘1953 | ↗1965 | ↘1911 | ↘1874 |
| 2017  | 2018  | 2019  | 2020  | 2021  | 2025  |       |
| ↘1814 | ↘1795 | ↘1724 | ↘1713 | ↘1616 | ↘1511 |       |

## Населённые пункты
На территории поселения находятся 4 населённых пункта:
- село Родничок — административный центр;
- село Дуплятка;
- село Кардаил;
- село Михайловка.

Главой поселения является Ченцов Владимир Васильевич.